# Oliver Schmäschke
Oliver Schmäschke (* 12. April 1985 in Kiel) ist ein ehemaliger deutscher Volleyball- und Beachvolleyballspieler.

## Werdegang
Oliver Schmäschke spielte in seiner Jugend seit 1992 Volleyball, zunächst bei der FT Preetz und später bei der FT Adler Kiel, mit der er mehrfach an Deutschen Jugendmeisterschaften teilnahm. Außerdem spielte er in der schleswig-holsteinischen A-Jugend-Landesauswahl. Auch im Beachvolleyball war Schmäschke sehr erfolgreich: Er war Nationalspieler, wurde deutscher Jugendmeister und nahm an internationalen Jugendmeisterschaften teil.
Im Jahre 2006 wechselte Schmäschke nach Hamburg zum Oststeinbeker SV, mit dem ihm 2007 der Aufstieg in die 1. Bundesliga gelang. Unter dem Vereinsnamen Hamburg Cowboys spielte er auch in der folgenden Saison. Nach dem sportlichen Abstieg und dem finanziellen Aus wechselte er zum einzigen Hamburger Zweitligisten, dem Eimsbütteler TV. Nach einem Jahr Spielpause war Oliver Schmäschke in der Saison 2010/11 wieder für den Oststeinbeker SV in der Regionalliga aktiv.
Im März 2014 wurde Schmäschke vom Zweitligisten TSG Solingen Volleys reaktiviert. Die ersten drei Spiele, in denen er zum Einsatz kam, wurden allerdings wegen fehlender Spielberechtigung als verloren gewertet.